# 11926 Orinoco
11926 Orinoco è un asteroide della fascia principale. Scoperto nel 1992, presenta un'orbita caratterizzata da un semiasse maggiore pari a 2,4476029 UA e da un'eccentricità di 0,0977972, inclinata di 7,96240° rispetto all'eclittica.
L'asteroide è dedicato all'omonimo fiume dell'America meridionale.